# Onesia perida
Onesia perida är en tvåvingeart som först beskrevs av Hardy 1937.  Onesia perida ingår i släktet Onesia och familjen spyflugor. Inga underarter finns listade i Catalogue of Life.